# 桜井町 (富山県)
桜井町（さくらいちょう）は、かつて富山県下新川郡源に属していた町。

## 名称
町名である桜井は、1263年（弘長3年）11月に北条時頼諸国微行の時に、佐野源左衛門尉常世の忠誠を賞して授けられた桜井荘にちなんで付けられた地名である。かつて黒部市内には、桜井橋や櫻井酒造（1927年2月創立）という造り酒屋があり、市内には現在も桜井という名称が数多く残っている（富山県立桜井高等学校、黒部市立桜井中学校、黒部市立桜井小学校、にいかわ信用金庫桜井支店、桜井ハム、タクシー会社の桜井交通など）。また、1951年から1989年まで電鉄黒部駅は電鉄桜井駅という名称であった。

## 地理
現在の黒部市の中心部を含む大部分。

## 歴史
- 1939年（昭和14年）10月上旬 - 紀元二千六百年を機に、十数年来の懸念であった三日市町及び石田村の合併案が出る[6]。これをきっかけに、同年12月17日までに左記の2町村に加えて田家村、村椿村、大布施村、前沢村、荻生村、若栗村で合併に関する意見が纏まる[7]。
- 1940年（昭和15年）2月11日 - 下新川郡三日市町、田家村、石田村、村椿村、大布施村、前沢村、荻生村、若栗村が合併して、下新川郡桜井町が発足する。合併当時の人口は17,535人で、富山県内では2番目に人口の多い町であった[7]。
- 1953年（昭和28年）4月1日 - 下新川郡東布施村を編入する[8]。
- 1954年（昭和29年）4月1日 - 下新川郡桜井町及び生地町が合併して、黒部市が発足する[8]。

## 町長
出典→
1. 森丘正唯（1940年3月14日 - 1946年4月22日）
2. 滝沢勇作（1946年8月30日 - 1947年4月5日）
3. 荻野幸作（1947年4月6日 - 1954年3月31日、引き続き黒部市長も歴任）

## 娯楽
- 桜井銀映 - 映画館（椚町、1950年秋開館 - 1963年頃閉館、その後、パチンコ店、大型家具店などを経て、2007年現在は椚町商店街利用者用駐車場）[10]
- 桜井中央劇場 - 映画館（1960年代まで）
- ひかり劇場 - 映画館（電鉄黒部駅前、1960年代まで）[10]